# Estadio Departamental Libertad
Het Estadio Departamental Libertad is een multifunctioneel stadion in de Colombiaanse stad Pasto. Het is de thuishaven van voetbalclub Deportivo Pasto. Het in 1954 geopende complex biedt plaats aan maximaal 20.665 toeschouwers.